# Equazione di van 't Hoff (termochimica)
L'equazione di van 't Hoff, nota anche come isobara di van 't Hoff (e impropriamente come isocora di van 't Hoff), è la relazione matematica che esprime linearmente (se la variazione d'entalpia di reazione è considerata indipendente dalla temperatura) la variazione della costante di equilibrio di una reazione chimica in funzione del variare della temperatura.
Calcolando la derivata parziale rispetto alla temperatura a volume costante del rapporto tra energia di Gibbs e temperatura stessa si ricava:
{\displaystyle {\frac {\partial (G/T)}{\partial T}}=-{\frac {1}{T^{2}}}G+{\frac {1}{T}}{\frac {\partial G}{\partial T}}=-{\frac {1}{T^{2}}}(G+TS)}
Sapendo che il termine G+TS è uguale all'entalpia H, si ottiene l'equazione di Gibbs-Helmholtz in forma differenziale che risulta:
{\displaystyle {\frac {\partial (G/T)}{\partial T}}=-{\frac {H}{T^{2}}}}
Applicando lo stesso ragionamento alla variazione di energia di Gibbs a seguito di una reazione chimica, definita come:
{\displaystyle \Delta G=\Sigma G_{\text{prodotti}}-\Sigma G_{\text{reagenti}}}
Si arriva con lo stesso ragionamento alla relazione:
{\displaystyle {\frac {\partial (\Delta G/T)}{\partial T}}=-{\frac {\Delta H}{T^{2}}}}
applicando la relazione al caso in cui la reazione avvenga allo stato standard si ottiene:
{\displaystyle {\frac {\partial (\Delta G^{\circ }/T)}{\partial T}}=-{\frac {\Delta H^{\circ }}{T^{2}}}}
dove {\displaystyle \Delta G^{\circ }} è la variazione di energia di Gibbs standard di reazione e {\displaystyle \Delta H^{\circ }} la variazione di entalpia standard di reazione.
Tenendo conto che {\displaystyle \Delta G^{\circ }}è funzione della costante di equilibrio {\displaystyle K} secondo la seguente relazione:
{\displaystyle \Delta G^{\circ }=-R\,T\,\mathrm {ln} \,K}
si può scrivere l'isobara di van 't Hoff in forma differenziale:
{\displaystyle {\frac {\partial \mathrm {ln} \,K}{\partial T}}={\frac {\Delta H^{\circ }}{RT^{2}}}}.
Tale equazione viene utilizzata in condizioni di pressione costante, tuttavia questa equazione è impropriamente anche nota come isocora di van 't Hoff, a causa di una precedente definizione a volume costante.
L'utilità di questa relazione è che correla la variazione della costante di reazione a pressione costante (il caso più interessante, visto che gli esperimenti in laboratorio normalmente avvengono a pressione atmosferica) a due parametri costanti e una variabile facilmente misurabile, la temperatura.
L'equazione di Van t'Hoff consente di studiare come varia la costante di equilibrio di una reazione al variare della temperatura, in particolare risulta dall'applicazione della formula:
{\displaystyle \ln \left({\frac {K_{2}}{K_{1}}}\right)=-{\frac {\Delta _{\mathrm {r} }H^{\circ }}{R}}\cdot \left({\frac {1}{T_{2}}}-{\frac {1}{T_{1}}}\right)}
che i processi endotermici, ossia con {\displaystyle \Delta _{\mathrm {r} }H>0}, sono favoriti da un aumento di temperatura che ha come conseguenza {\displaystyle K_{2}>K_{1}}. Mentre i processi esotermici, che hanno {\displaystyle \Delta _{\mathrm {r} }H<0}, sono favoriti da una diminuzione di temperatura che comporta {\displaystyle K_{2}<K_{1}}.